# 501 Urhixidur
501 Urhixidur là một tiểu hành tinh tương đối lớn ở vành đai chính (được IRAS xếp hạng thứ 372).
Tiểu hành tinh này do Maximilian Franz Joseph Cornelius Wolf (1863–1932), phát hiện ngày 18.01.1903 ở đài thiên văn Königstuhl tại Heidelberg, Đức, và được đặt theo tên Urhixidur, một nhân vật trong tiểu thuyết phúng thích bán chạy nhất thời bấy giờ là Auch Einer của Friedrich Theodor Vischer.